# Шик (дует)
Шик е български поп дует на Красимир и Виолета Гюлмезови, създаден през 1990 година. Двамата се запознават в група Домино, от която решават да се отделят и да създадат свой собствен проект, наречен Дует Шик. 

## Дискография
- Обич (1995)
- Нека да празнуваме (1998)
- Вода и огън (1999)
- Където няма студ (2002)
- Просто те обичам (2008)
- Нежност (2022)